# Jann Parry
Jann Parry (Salisbury, 12 febbraio 1942) è una critica teatrale e biografa britannica.

## Biografia
Nata in Rhodesia, Jann Parry ha studiato all'Università di Cape Town e all'Università di Cambridge. Come critica teatrale si è occupata di danza per Listener nel 1981, per The Spectator nel 1982 e per The Observer dal 1983 al 2006. Nel 2009 ha pubblicato un'apprezzata biografia del coreografo Kenneth MacMillan, intitolata Different Drummer.
È sposata con Richard Kershaw.

## Opere (parziale)
- Different Drummer: The Life of Kenneth MacMillan, Londra, Faber & Faber Ltd, 2009. ISBN 978-0571243037